# Teboil
Oy Teboil Ab est une société pétrolière basée à Vantaa en Finlande.

## Présentation
Spécialisée dans la commercialisation, la vente et la distribution de produits pétroliers et l'exploitation de stations-service.
C'est une filiale de la société russe Lukoil.
En 2020, le chiffre d'affaires de Teboil était d'environ 1,7 milliard d'euros et sa part de marché des ventes de produits pétroliers en Finlande était de 28 % en 2019,.

## Histoire
Teboil est fondée par Mauritz Skogström à Helsinki en 1934 sous le nom Oy Trustivapaa Bensiini Ab (abréviation TB , d'où viendra en 1966 le nom actuel),,.
L'entreprise, s'est déclarée libre de monopole, pour signaler qu'elle n'appartient pas à un consortium d'entreprises, un trust, mais qu'elle se livre une concurrence loyale sur le marché.
Ce nom est lié à la première législation antitrust aux États-Unis.
En 1966, les sociétés estoniennes Eesti Kiviõli (en) et New Consolidated Gold Fields (en) deviennent les principaux actionnaires de la société.
Au cours de la Seconde Guerre mondiale, Trustivapaa Bensiini est acquise par des propriétaires allemands et plus tard, la société est détenue par la famille Ehrnrooth,.
Après la guerre de continuation, conformément au traité de paix de Paris de 1947, Le propriétaire finlandais Göran Ehrnrooth doit céder Trustivapaa Bensiini à Soyouznefteexport, la société d'État de l'Union soviétique en 1948.
En mars 1946, la Commission de surveillance avait exigé que la Finlande remette à l'URSS tous les biens appartenant à l'Allemagne en Finlande .
En 1994, Soyouznefteexport est privatisée et réorganisée en Nafta-Moskva.
En 2005, Nafta-Moskva vend Teboil à Lukoil.

## Organisation
À la fin 2018, le réseau de distribution de Teboil comprend 116 stations-service et 208 stations automatiques, dont 62 stations automatiques Teboil Express.
Il compte 214 distributeurs automatiques D pour le transport commercial.

## Galerie

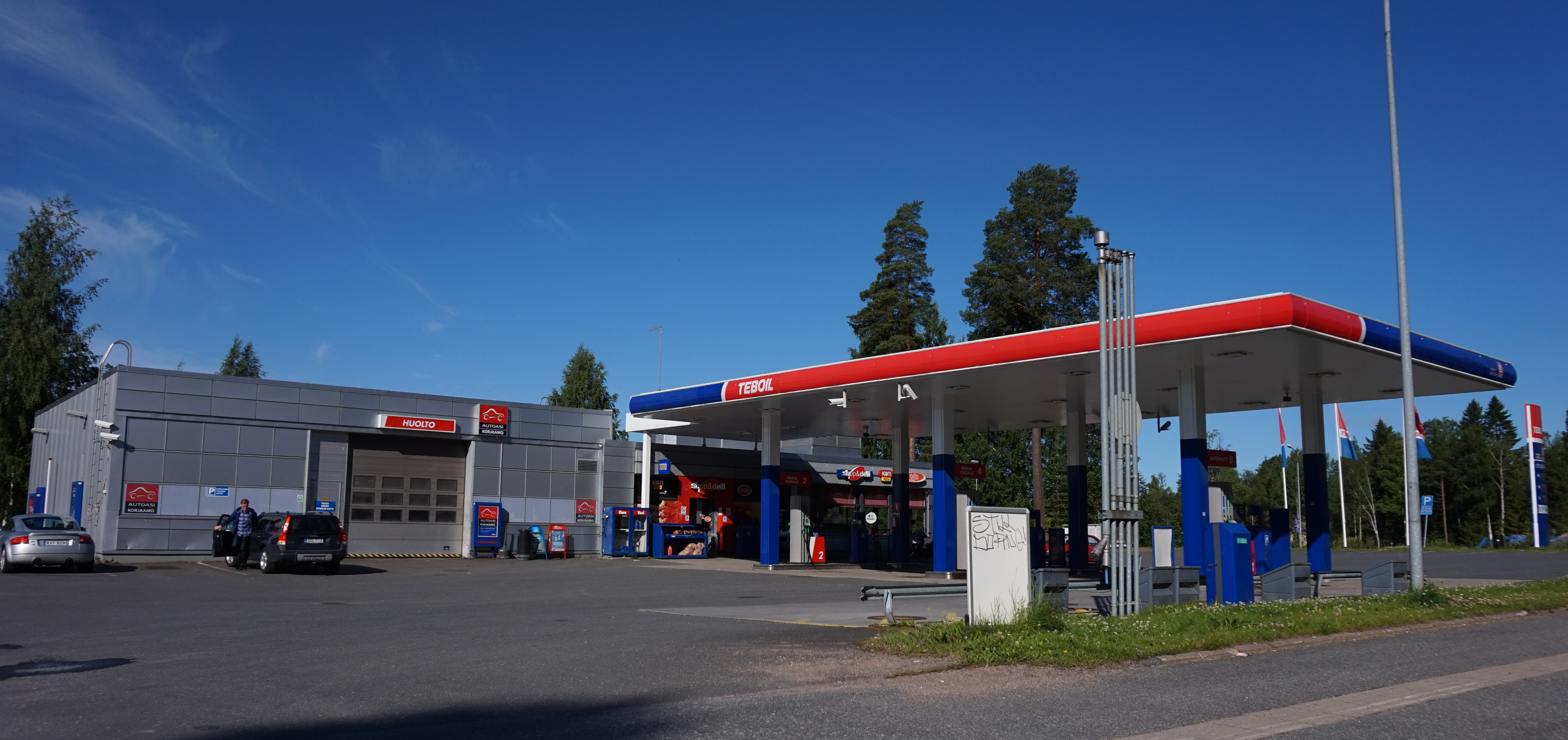
Station-service Teboil à Jyväskylä.
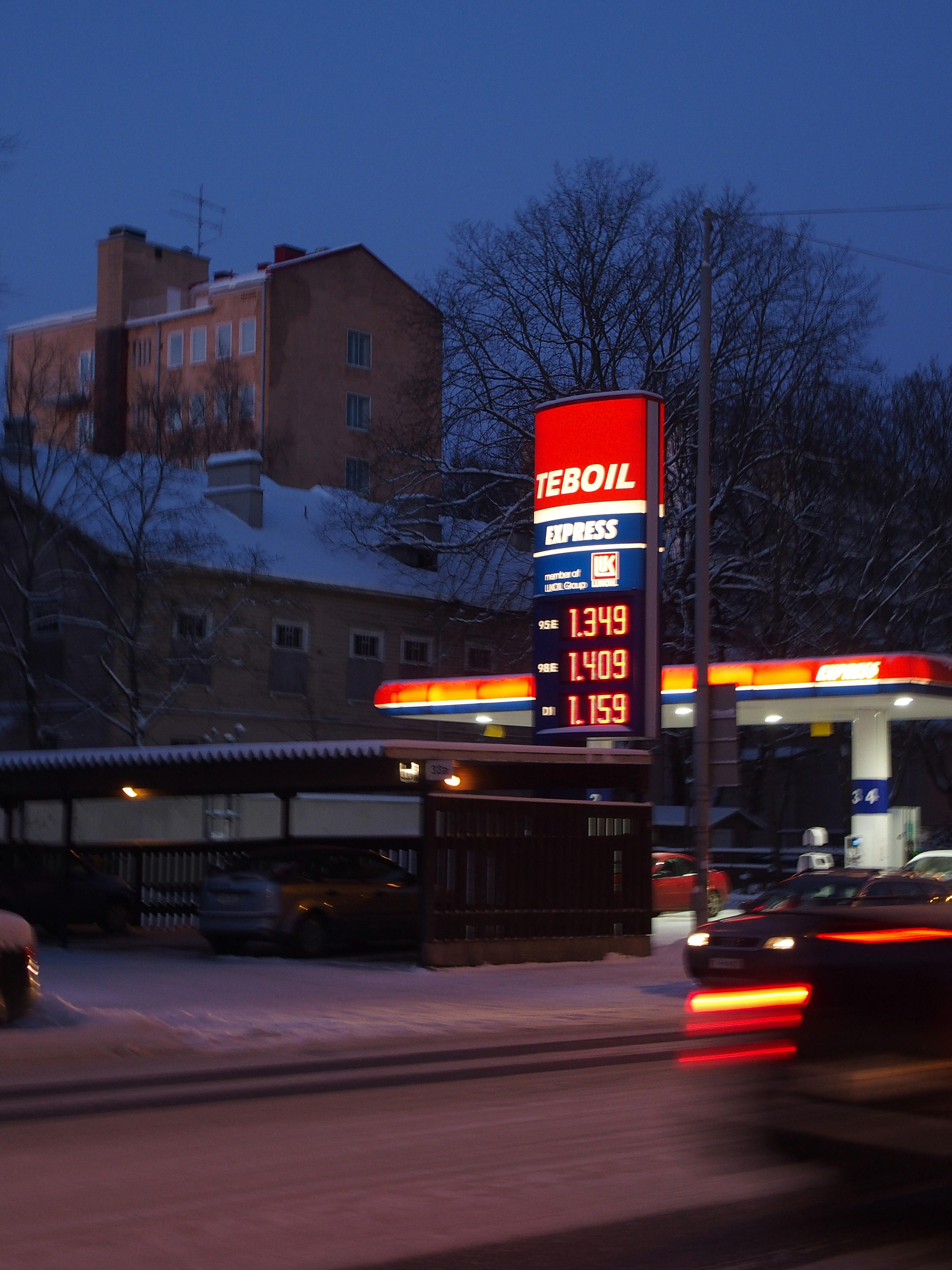
Station Teboil à Turku.